# Pitta superba
La pita soberbia (Pitta superba) es una especie de ave paseriforme de la familia Pittidae endémica de la isla Manus, en las islas del Almirantazgo (Oceanía).

## Descripción
Mide unos 22 cm de largo. Su plumaje es negro con alas color azul turquesa, vientre escarlata y sus plumas secundarias poseen los extremos color verde. Ambos sexos son muy parecidos. La hembra es levemente más pequeña y su plumaje tiene una tonalidad menos brillante que el del macho. Al igual que otras pitas, es un ave terrestre sigilosa y difícil de avistar. Su dieta consiste principalmente de caracoles.

## Distribución y hábitat
La pita soberbia es un ave endémica de los bosques primarios y secundarios de la isla Manus, la mayor de las islas del Almirantazgo pertenecientes a Papúa Nueva Guinea. A causa de la pérdida de su hábitat, lo reducido del área donde mora y lo pequeño de su población, se la considera una especie amenazada.